# Primula homogama
Primula homogama är en viveväxtart som beskrevs av F.W. Chen och C.M. Hu. Primula homogama ingår i släktet vivor, och familjen viveväxter. Inga underarter finns listade i Catalogue of Life.